# ایدیت
ایدیت (انگلیسی: Eadgyth؛ ‏ حوالی ۹۱۰ – ۹۴۶) یکی از اعضای دودمان وسکس و یک ملکه آلمانی از سال ۹۳۶ به دلیل ازدواج با شاه اتوی یکم بود.

## زندگی‌نامه
ایدیت در پادشاهی انگلستان به دنیا آمد. پدرش ادوارد مهتر پادشاه انگلستان و مادرش آلفلاد همسر پادشاه بود و از این رو نوه پادشاه آلفرد کبیر محسوب می‌شود. او یک خواهر بزرگتر به نام ایدگیفو داشت. او ظاهراً سال‌های اولیه‌اش را در نزدیکی وینچستر در وسکس گذراند، و مکرراً با دربار رفت و آمد می‌کرد و احتمالاً دوران جوانی‌اش را بیشتر با مادرش گذراند و مدتی را در یک صومعه زندگی کرد.
به درخواست پادشاه فرانک خاوری هاینریش مرغ‌گیر که می‌خواست ادعای برابری کند و اتحاد بین دو پادشاهی ساکسون را تضمین کند، برادر ناتنی او، پادشاه اتلستن خواهرانش ایدیت و ادگیوا را به پادشاهی آلمان فرستاد. به پسر ارشد هنری و وارث تاج و تخت، اتو دستور داده شد که هر کدام را که بیشتر از همه خوشش می‌آید، انتخاب کند. اتو ادیت را برگزید که به گفته هروتسویتا، زنی «با قیافه نجیب پاک، شخصیت برازنده و ظاهر واقعاً سلطنتی» بود و این دو در سال ۹۳۰ با هم ازدواج کردند. در سال ۹۲۹ شاه اتوی یکم شهر ماگدبورگ را به عنوان مهریه به ایدیت خود اعطا کرده بود. ایدیت علاقه خاصی به این شهر داشت و اغلب در آنجا زندگی می‌کرد.
در سال ۹۳۶ هاینریش مرغ‌گیر مرد و پسر ارشد او، اتو، شوهر ایدیت در کلیسای جامع آخن تاج‌گذاری کرد. گزارشی که از مراسم تاج‌گذاری توسط تاریخ‌نگار قرون وسطی ویدوکین اهل کوروی نوشته شده است، هیچ اشاره‌ای به تاج‌گذاری همسر او در این زمان ندارد، اما بر اساس وقایع‌نگاری اسقف تیتمار از مرسبورگ، ایدیت با این حال به عنوان ملکه تدهین شد، هرچند در یک مراسم جداگانه.
به عنوان همسر سلطنتی، ایدیت مسئولیت‌های معمول یک «بانوی اول» را انجام می‌داد: وقتی که نام او در اسناد حضور دارد، معمولاً به هدایا به صومعه‌های مورد علاقه دولت یا یادبودهایی برای زنان مقدس و قدیسین مربوط می‌شود. در این زمینه، او به نظر می‌رسد که دقیق‌تر از مادرشوهر بیوه‌اش، ملکه ماتیلدا بوده است که تنها یک اشاره از فعالیت‌های خیریه‌اش ثبت‌شده از دوره سلطنت ایدیت به دست آورده، احتمالاً رقابت‌هایی میان صومعه بندیکتینی سنت موریس که در سال ۹۳۷ توسط اتوی یکم و ایدیت در ماگدبورگ تأسیس شد (حدود یک سال پس از به تخت نشستن او) و کلیسای کوئدلیندبورگ بنیان‌نهاده شده توسط ملکه ماتیلدا، که او آن را به عنوان یادبودی برای شوهرش فقیدش، شاه هنری بنا کرده بود، وجود داشت. ایدیت شوهرش را در سفرهایش همراهی می‌کرد، اما در جنگ‌ها نه. در حالی که اتو در سال ۹۳۹ علیه دوک‌های شورشی ابرهارد فرانکونیا و گیلبرت از لورن می‌جنگید، او در صومعه لُرش در طول درگیری‌ها اقامت داشت. در سال ۹۴۱ او مصالحه‌ای میان شوهرش و مادرشوهرش ترتیب داد.
مانند برادرش، اتلستن، ایدیت به پرستش سنت اجدادشان، سنت اسوالد از نورثامبریا وفادار بود و در معرفی این پرستشگاه به آلمان پس از ازدواجش با امپراتور نقش عمده‌ای داشت. تأثیر پایدار او ممکن است باعث شده باشد که برخی صومعه‌ها و کلیساها در دوک‌نشین ساکسونی به این قدیس اختصاص یابند.
مرگ ایدیت در سال ۹۴۶، در حدود سی و شش سالگی، غیرمنتظره بود. به نظر می‌رسد اتوی یکم در غم از دست دادن همسر محبوب خود تا مدتی عزادار بوده باشد. او سرانجام در سال ۹۵۱ با آدلاید ایتالیا ازدواج کرد.

## مقبره

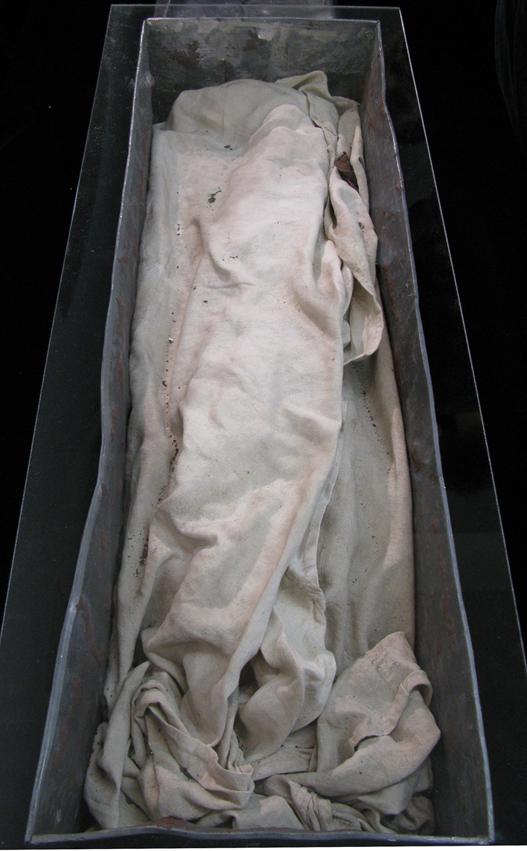
نمایی از محتویات داخل تابوت سربی

ایدیت در ابتدا در صومعه سنت موریس دفن شده بود، اما از قرن ۱۶ مقبره ادیث در کلیسای جامع ماگدبورگ قرار دارد. این مقبره مدت‌ها به عنوان یک گور نمادین در نظر گرفته می‌شد، اما در سال ۲۰۰۸ باستان‌شناسان در حین انجام کارهای ساختمانی در این بنا، تابوت سربی داخل یک گور سنگی با نام او پیدا و آن را باز کردند. یک نوشته نشان داد که این بدن متعلق به ایدیت است که در سال ۱۵۱۰ میلادی دوباره دفن شده است. استخوان‌های خرد شده و ناقص در سال ۲۰۰۹ مورد بررسی قرار گرفتند و سپس در سال ۲۰۱۰ برای آزمایش به بریستول انگلستان برده شدند.
تحقیقات در بریستول، با استفاده از آزمایش‌های ایزوتوپی تکنسیم-۹۹ام بر روی مینا دندان‌ها، بررسی کردند که آیا همان‌گونه که تاریخ‌نگاران نوشته‌اند او در وسکس و مرسیا به دنیا آمده و بزرگ شده است یا خیر. آزمایش بر روی استخوان‌ها و همچنین مطالعه مینا دندان‌های فک بالایی او نشان داد که این‌ها استخوانها حقیقتاً بقایای ایدیت هستند. آزمایش مینا نشان داد که فرد دفن شده در ماگدبورگ دورانی از عنفوان نوجوانی را در مناطق مرتفع آهکی وسکس سپری کرده است. این استخوان‌ها قدیمی‌ترین بقایای یافت‌شده از یک عضو خانواده سلطنتی انگلستان هستند.
پس از انجام آزمایش‌ها، استخوان‌ها در ۲۲ اکتبر ۲۰۱۰ در تابوتی جدید از تیتانیوم در مقبره‌اش در کلیسای جامع ماگدبورگ دوباره دفن شدند.